# Слама, Франтишек
Франтишек Слама (чеш. František Sláma; 1 (19) ноября 1923, Гералец, Моравия — 1 (5) мая 2004, Ржичани под Прагой) — чешский виолончелист.
До 18-летнего возраста работал в каменоломне. Встреча со знаменитым чешским виолончелистом и педагогом Карелом Садло изменила жизнь Сламы: он поступил в Пражскую консерваторию, затем в Пражскую музыкальную академию и учился виолончели у Садло, а камерному ансамблю у Вацлава Талиха. Ещё студентом он участвовал в недолго просуществовавшем, но оставившем глубокий след в развитии чешской камерной музыки Чешском камерном оркестре Талиха (1946—1948), в 1948 году поступил в Чешский филармонический оркестр, где играл до 1981 года, а сразу после окончания Академии обратился, едва ли не первым из чешских виолончелистов, к средневековой и ренессансной музыке, вступив в 1953 году в ансамбль старинной музыки «Pro Arte Antiqua» (до 1976 года), а годом позже — в ансамбль «Ars Rediviva» (до 1997 года). Как это нередко бывает, интерес к старинной музыке сочетался у Сламы с интересом к музыке новейшей — поэтому, в частности, с его участием проходили премьеры сочинений Ильи Гурника (Sonata da camera), Яна Таусингера («Призывы») и др.
Слама также сотрудничал с Чешским радио в качестве ведущего, перевёл и подготовил к изданию автобиографию Георга Телемана.
В 2001 году Слама опубликовал книгу мемуаров «От Геральца до Шангри Ла и обратно» (чеш. Z Herálce do Šangrilá a zase nazpátek), содержащую воспоминания о сотрудничестве и встречах со многими выдающимися музыкантами, в том числе Артюром Онеггером, Иегуди Менухиным, Гербертом Караяном, Отто Клемперером, Джоном Барбиролли, Евгением Мравинским, Леопольдом Стоковским, Святославом Рихтером, Геннадием Рождественским, Рудольфом Нуреевым и др.